# Pleurothallis cajamarcae
Pleurothallis cajamarcae är en orkidéart som beskrevs av Rudolf Schlechter. Pleurothallis cajamarcae ingår i släktet Pleurothallis och familjen orkidéer.
Artens utbredningsområde är Peru. Inga underarter finns listade i Catalogue of Life.